# Hans von Euler-Chelpin
Hans Karl August Simon von Euler-Chelpin (n. 15 februarie 1873, Augsburg, Imperiul German – d. 6 noiembrie 1964, Stockholm, Suedia) a fost un chimist german, laureat al Premiului Nobel pentru chimie (1929).